# ARPAL Puglia
L'Agenzia Regionale per le Politiche Attive del Lavoro - ARPAL Puglia è stata istituita con  Legge regionale n. 29 del 29 giugno 2018, quale ente strumentale della Regione Puglia che esercita le delicate funzioni di incontro tra domanda e offerta di lavoro, garantendo l’erogazione dei servizi per l’impiego.
L’Agenzia è dotata di personalità giuridica e piena autonomia organizzativa, finanziaria, patrimoniale, gestionale e contabile ed è assoggettata all’indirizzo e al controllo della Regione. ARPAL Puglia svolge le attività che le sono affidate dalle leggi statali e regionali, assicura i livelli essenziali delle prestazioni e gli standard di servizio stabiliti dalla normativa statale e regionale.
Nel rispetto delle direttive europee e della normativa nazionale e regionale, ARPAL promuove la personalizzazione dei servizi, l’approccio preventivo e universalistico e l’accessibilità generalizzata a tutte le categorie di interventi, con l’obiettivo di favorire la più ampia inclusione nel mondo del lavoro e di contrastare ogni forma di discriminazione.
L'attuale direttore è Gianluca Budano, nominato dalla giunta regionale il 21 marzo 2024.

## Funzioni
Di seguito, nello specifico, le funzioni assolte:
- garantire il raccordo con l’ANPAL di cui all’articolo 4 del d.lgs. 150/2015;
- gestire il sistema informativo regionale del lavoro in raccordo con il sistema nazionale;
- proporre alla Regione standard qualitativi aggiuntivi ai livelli essenziali delle prestazioni, di cui all’articolo 2 comma 1 del d.lgs. 150/2015;
- proporre alla Regione standard qualitativi aggiuntivi per l’accreditamento e le autorizzazioni regionali dei soggetti pubblici e privati e gestire il sistema regionale di accreditamento e autorizzazione ivi compresa la tenuta dell’albo dei soggetti accreditati e autorizzati, monitorando il mantenimento degli standard e dei requisiti definiti dalla disciplina di riferimento;
- attuare gli standard qualitativi regionali, monitorarne gli scostamenti e intervenire al fine di garantire il raggiungimento dei risultati qualitativi attesi nei tempi previsti;
- proporre alla Regione gli ambiti territoriali ottimali per l’organizzazione dei servizi pubblici per il lavoro;
- governare e dirigere i servizi pubblici per il lavoro, ivi compresi la mediazione dei conflitti collettivi e gli esami congiunti previsti dalle norme in materia di gestione delle eccedenze di personale, coordinandone l’attività;
- proporre alla Regione le modalità di raccordo tra i soggetti pubblici e privati accreditati e realizzare la rete delle politiche attive del lavoro;
- organizzare, coordinare e valorizzare le sinergie riguardanti i servizi per il lavoro gestiti dai soggetti pubblici e privati accreditati;
- supportare la programmazione regionale tramite proposte per l’attuazione delle politiche del lavoro;
- dare attuazione a progetti attribuiti dalla Regione nell’ambito delle politiche attive per il lavoro;
- promuovere e attuare interventi in materia di politiche attive per il lavoro anche nei confronti dei lavoratori stranieri finanziati anche con risorse comunitarie;
- promuovere interventi che aumentino il numero di imprese disponibili a ospitare i giovani assunti con i contratti di apprendistato e, in generale, tesi a favorire la diffusione dell’istituto;
- attuare interventi integrati rivolti alle persone con disabilità e con fragilità e vulnerabilità in integrazione con i servizi sociali dei comuni e i dipartimenti di salute mentale delle aziende sanitarie locali;
- svolgere funzioni di supporto all’osservatorio del mercato del lavoro;
- curare il monitoraggio e la valutazione delle prestazioni dei servizi per il lavoro;
- supportare la programmazione dell’offerta formativa con riferimento alle dinamiche del mercato del lavoro;
- redigere la relazione annuale dell’attività da presentare alla Giunta regionale;
- altre attività attribuite dalla Giunta regionale concernenti l’incontro tra domanda e offerta di lavoro.

## Direttori
| Nº | Ritratto | Nome            | Mandato          | Mandato          | Carica                    |
| Nº | Ritratto | Nome            | Inizio           | Fine             | Carica                    |
| -- | -------- | --------------- | ---------------- | ---------------- | ------------------------- |
| 0  |          | Massimo Cassano | 29 giugno 2018   | 15 dicembre 2020 | Commissario straordinario |
| 1  |          | Massimo Cassano | 15 dicembre 2020 | 19 ottobre 2022  | Direttore Generale        |
| 2  |          | Gianluca Budano | 21 marzo 2024    | in carica        | Direttore                 |